# Enicospilus abdominalis
Enicospilus abdominalis là một loài tò vò trong họ Ichneumonidae.